# Barranco de la Goleta
El Barranco de la Goleta es un barranco de la vertiente septentrional del macizo de Anaga situado en la cuenca hidrográfica o valle del mismo nombre, en la isla de Tenerife (Canarias, España). 
Administrativamente tiene su nacimiento en el término municipal de Tegueste y su desembocadura en el de San Cristóbal de La Laguna. Se encuentra protegido en casi todo su recorrido bajo el espacio del parque rural de Anaga.
Nace en las cumbres boscosas de Anaga, en la zona conocida como Llano de los Loros, y desemboca cerca de Bajamar, siendo el cauce del barranco el límite administrativo entre esta localidad y Tejina. Tiene una longitud total de 6.382 metros, y tras su unión con el Barranco Porlier recibe el nombre de Barranco Perdomo.